# Boloria acrocnema
Boloria acrocnema är en fjärilsart som beskrevs av Gall och Sperling 1980. Boloria acrocnema ingår i släktet Boloria och familjen praktfjärilar. IUCN kategoriserar arten globalt som sårbar. Inga underarter finns listade i Catalogue of Life.